# Erica de Bary
Erica de Bary (* 4. Januar 1907 in Charlottenburg als Erika Kramer; † 17. April 2007 in Frankfurt am Main; auch Erika de Bary, Pseudonym: Erica Ruthenbeck) war eine deutsche Schriftstellerin.

## Leben
Erica de Bary wuchs in Berlin und Eisenach auf. Bis 1914 verbrachte sie die Sommermonate mit ihrer verwitweten Mutter im Baltikum. 1931 heiratete sie Herbert de Bary und zog nach Frankfurt. Während der deutschen Besatzung lebte sie in Paris und knüpfte Kontakte zu afrikanischen Autoren und Politikern, insbesondere Léopold Sédar Senghor und Jacques Rabemananjara, die sie später in Frankfurt besuchten. Die Begegnung von Janheinz Jahn und Senghor im Dezember 1951 fand in ihrem Haus statt. 1952 reiste sie nach Marokko, später nach Algerien und zwölf Mal für längere Zeit in die libysche Sahara. Sie lebte in Tuaregfamilien, die sie einmal bis Nordkamerun begleitete. 1970 reiste sie mit ihrem Mann auf Einladung von Minister Jacques Rabemananjara nach Madagaskar.
Erica de Bary verfasste Erzählungen, Essays, Reiseberichte und Gedichte. Sie wirkte daneben auch als Herausgeberin des Expeditions-Tagebuchs des Afrikaforschers Erwin von Bary und übersetzte aus dem Französischen. Erica de Bary war Mitglied des Deutschen PEN-Zentrums.

## Werke
- Das verschleierte Bild von Paris, Paris 1943 (unter dem Namen Erica Ruthenbeck, zusammen mit Herbert de Bary)
- Grimm-Hauff-Märchenauswahl, Wiesbaden 1947 (unter dem Namen Erika de Bary)
- Ein Kind und die Welt, Essen 1947 (unter dem Namen Erika de Bary)
- Chimären der dämmernden Stadt, Wiesbaden 1947 (unter dem Namen Erika de Bary)
- Perkeo, das kleine Waldmännlein, Wiesbaden 1948 (unter dem Namen Erika de Bary)
- Ghadames, Ghadames, München 1961
- Im Oasenkreis, München 1963
- Die Flammenbäume, Herrenalb/Schwarzw. 1966
- Wanderungen im Tassili, Heusenstamm 1971
- Im Bauch des Sandes, Heusenstamm 1973

## Herausgeberschaft
- Erwin von Bary: Sahara-Tagebuch 1876 - 1877, Heusenstamm 1977

## Übersetzungen
- Robert Boudry: Jean-Joseph Rabearivelo und der Tod, Darmstadt 1960
- Eugène Ionesco: Das heiratsfähige Mädchen, München [u. a.] 1963
- Eugène Ionesco: Die Nachhilfestunde, Zürich 1954
- Jean Ikelle Matiba: Adler und Lilie in Kamerun, Herrenalb/Schwarzw. 1966
- Jacques Rabemananjara: Insel mit Flammensilben, Herrenalb/Schwarzwald 1962